# Björnsjön (Ukna socken, Småland)
Björnsjön är en sjö i Västerviks kommun i Småland och ingår i Storåns huvudavrinningsområde. Sjön har en area på 0,0728 kvadratkilometer och ligger 71,4 meter över havet. Sjön avvattnas av vattendraget Melbyån.

## Delavrinningsområde
Björnsjön ingår i det delavrinningsområde (643962-152611) som SMHI kallar för Inloppet i Lermon. Medelhöjden är 89 meter över havet och ytan är 1,39 kvadratkilometer. Det finns ett avrinningsområde uppströms, och räknas det in blir den ackumulerade arean 42,48 kvadratkilometer. Melbyån som avvattnar avrinningsområdet har biflödesordning 2, vilket innebär att vattnet flödar genom totalt 2 vattendrag innan det når havet efter 22 kilometer. Avrinningsområdet består mestadels av skog (85 procent). Avrinningsområdet har 0,07 kvadratkilometer vattenytor vilket ger det en sjöprocent på 5,3 procent.